# Tập đoàn quân 30 (Liên Xô)
Tập đoàn quân 30 là một đơn vị quân sự chiến lược cấp tập đoàn quân của Hồng quân Liên Xô hoạt động trong những năm 1941-1943. Nó được tái tổ chức thành Tập đoàn quân cận vệ 10 vào ngày 16 tháng 4 năm 1943.

## Lịch sử
Tập đoàn quân được thành lập vào ngày 13 tháng 7 năm 1941 dựa trên Quân đoàn Súng trường số 52 từ Lực lượng Dự bị của Bộ Chỉ huy Tối cao (Stavka). Ban đầu, Tập đoàn quân 30 gồm các Sư đoàn súng trường 119, 242, 243, 251, sư đoàn xe tăng 51, pháo binh và các đơn vị khác. Tập đoàn quân được hình thành với nòng cốt là những người lính biên phòng NKVD. Tư lệnh đầu tiên của Tập đoàn quân, Thiếu tướng Vasily Khomenko, là cựu chỉ huy của Bộ đội Biên phòng NKVD Ukraine
Vào ngày 15 tháng 7 năm 1941, Tập đoàn quân được chuyển giao cho Phương diện quân Dự bị và hỗ trợ xây dựng các công trình phòng thủ hàng đầu trên tuyến phòng thủ chạy qua Selizharovo, Olenino và Vasilievo.
Tập đoàn quân tham chiến trong trận Smolensk từ cuối tháng 7 đến tháng 8 năm 1941 và sau đó trở thành một phần của Phương diện quân Tây từ ngày 21 tháng 7. Trong trận chiến, Tập đoàn quân 30 đã tấn công Dukhovshchina từ khu vực phía tây nam Bely. Các cuộc tấn công của đơn vị vào hai bên sườn của Tập đoàn quân số 9 của Đức đã chặn đứng và tiêu diệt sức mạnh của quân Đức. Từ tháng 9 đến tháng 10, Tập đoàn quân đã chiến đấu trong các hoạt động phòng thủ xung quanh khu vực phía tây nam Bely trên trục Rzhev.
Vào ngày 17 tháng 10 năm 1941, Tập đoàn quân được hợp nhất vào Phương diện quân Kalinin và tham gia Chiến dịch Phòng thủ Kalinin (5 tháng 12 năm 1941 - 7 tháng 1 năm 1942).
Vào ngày 18 tháng 11, Tập đoàn quân một lần nữa được đưa vào biên chế Phương diện quân Tây. Khi lực lượng của họ chiến đấu trong Chiến dịch Phòng thủ Klin-Solnechnogorsk (15 tháng 11 - 5 tháng 12) và từ ngày 6 tháng 12 trở đi trong Chiến dịch Tấn công Klin – Solnechnogorsk (6–25 tháng 12). Trong cuộc hành quân cùng với Tập đoàn quân xung kích 1, Tập đoàn quân 30 đã giải phóng Klin (ngày 15 tháng 12) và tiêu diệt các đơn vị lớn của Đức. Là một bộ phận của Phương diện quân Kalinin (từ ngày 17 tháng 12 năm 1941) trong thời gian Tập đoàn quân từ tháng 1 đến tháng 4 năm 1942 tham gia Chiến dịch chiến lược Rzhev- Vyazma (8 tháng 1 đến ngày 20 tháng 4).
Vào ngày 1 tháng 3 năm 1942, Tập đoàn quân bao gồm các Sư đoàn súng trường 174, 178, 243, 348, 359, 363, 371, 375 và 379, Các Lữ đoàn Trượt tuyết độc lập 75, 76, 139, 145, 146, 148, 149, 150, 151,152, 153 và 222.
Sau đó (từ ngày 31 tháng 8 gia nhập Phương diện quân Tây) cho đến cuối năm 1942, Tập đoàn quân đã bảo vệ và củng cố vị trí của mình theo từng thời điểm trên cuộc tấn công.
Vào ngày 3 tháng 3 năm 1943,  Lực lượng của Tập đoàn quân tham gia Chiến dịch tấn công Rzhev – Vyazma (2-31 tháng 3), sau đó giải phóng Rzhev và vào ngày 1 tháng 4 tiến đến phòng tuyến Nefedovschina-Pantiukchy, nơi nó dừng lại để đào các vị trí phòng thủ.
Vào ngày 16 tháng 4, quân đội được cải tổ thành Tập đoàn quân cận vệ 10.

## Danh sách chỉ huy
Tư lệnhː
- Thiếu tướng Vasily Khomenko (tháng 7 đến tháng 11 năm 1941)
- Thiếu tướng Dmitry Lelyushenko (tháng 11 năm 1941 – tháng 11 năm 1942)
- Thiếu tướng (thăng cấp Trung tướng tháng 2 năm 1943) Vladimir Kolpakchi (tháng 11 năm 1942 - tháng 4 năm 1943)

Thành viên Hội đồng Quân sựː
- Lữ đoàn trưởng Nikolai Abramov (tháng 6 năm 1941-tháng 2 năm 1942)
- Thiếu tướng Yakov Doronin (tháng 2 năm 1942-tháng 4 năm 1943)

Tham mưu trưởng Tập đoàn quânː
- Trung tá Alexander Baderko (tháng 6 - tháng 8 năm 1941)
- Đại tá Anton Vinogradov (tháng 8 đến tháng 11 năm 1941)
- Thiếu tướng Georgy Khetagurov (tháng 11 năm 1941-tháng 12 năm 1942)
- Đại tá (thăng cấp Thiếu tướng tháng 2 năm 1943) Lev Sosedov (tháng 12 năm 1942-tháng 4 năm 1943)